# Abdessalem Mansour
Pour les articles homonymes, voir Mansour.
Abdessalem Mansour, né le 19 novembre 1949 à Sousse, est un ingénieur et haut fonctionnaire tunisien. Il est ministre de l'Agriculture, des Ressources en eau et de la Pêche entre 2008 et 2011.

## Biographie

### Jeunesse et études
Abdessalem Mansour étudie à l'université de Tunis, où il obtient une licence en sciences économiques en 1971, puis à l'université du Minnesota (États-Unis), où il décroche un master en économie agricole en 1974.

### Carrière dans le professorat et la haute administration
Il commence à travailler en 1974, tant qu'ingénieur principal puis comme ingénieur en chef au ministère tunisien de l'Agriculture : il y est sous-directeur de la planification agricole de 1978 à 1980.
Entre 1980 et 1981, il officie comme conseiller économique au Fonds koweïtien de développement économique et social puis, entre 1981 et 1999, comme directeur-adjoint des projets agricoles, agroalimentaires et de pêche puis directeur central des projets auprès de la Société tuniso-saoudienne d'investissement et de développement.
Entre mai 1999 et mars 2005, il est président du conseil d'entreprise et directeur général de l'Agence de promotion des investissements extérieurs, puis, entre cette dernière date et août 2008, PDG de la Banque de financements des petites et moyennes entreprises. Depuis 2015, il siège au conseil d'administration du groupe Tawassol Holding, coté à la Bourse de Tunis, en tant que représentant des petits porteurs.

### Carrière politique
Entre août 2008 et janvier 2011, il est ministre de l'Agriculture, des Ressources en eau et de la Pêche dans le gouvernement Ghannouchi I. À ce poste, son secrétaire d'État est Abdelaziz Mougou.

## Vie privée
Abdessalem Mansour est marié et père de deux enfants.